# 全国人民代表大会常务委员会澳门特别行政区基本法委员会
全国人民代表大会常务委员会澳门特别行政区基本法委员会（简称澳门基本法委员会），是全国人民代表大会常务委员会设立的工作委员会。

## 沿革
1993年3月31日，第八届全国人民代表大会第一次会议通过决定：
- 一、批准澳门特别行政区基本法起草委员会关于设立全国人民代表大会常务委员会澳门特别行政区基本法委员会的建议。
- 二、在《中华人民共和国澳门特别行政区基本法》实施时，设立全国人民代表大会常务委员会澳门特别行政区基本法委员会[1]。

1999年12月，第九届全国人民代表大会常务委员会第十三次会议决定成立全国人民代表大会常务委员会澳门特别行政区基本法委员会。
1999年12月20日，第一任澳门基本法委员会第一次会议召开，就增加澳门基本法附件三所列全国性法律的问题，即在附件三中增加《中华人民共和国专属经济区和大陆架法》、《中华人民共和国澳门特别行政区驻军法》，向全国人大常委会提供意见。
2000年12月23日，第一任澳门基本法委员会第二次会议召开，讨论了委员会议事规则和运作机制、工作方式等问题，通过了全国人大常委会澳门基本法委员会议事规则。该议事规则于2001年2月19日经全国人大常委会委员长会议批准实施。
2004年12月23日，第一任澳门基本法委员会第三次会议召开，讨论通过了委员会1999年至2004年工作报告。
2005年12月29日，第二任澳门基本法委员会第一次会议召开，讨论了委员会议事规则是否修改和委员会如何工作等问题。
2005年10月26日，第二任澳门基本法委员会第二次会议召开，就澳门基本法附件三所列全国性法律增加问题，即增加《中华人民共和国外国中央银行财产司法强制措施豁免法》，向全国人大常委会提供意见。

## 职责[4]
按照《中华人民共和国澳门特别行政区基本法》和《全国人民代表大会关于批准澳门特别行政区基本法起草委员会关于设立全国人民代表大会常务委员会澳门特别行政区基本法委员会的建议的决定》，澳门基本法委员会的任务是：就有关澳门特别行政区基本法第17条、第18条、第143条、第144条实施中的问题进行研究，并向全国人大常委会提供意见。

## 机构设置
与香港基本法委员会合设：
- 办公室
- 研究室[3]

## 组成人员
澳门基本法委员会由10名委员组成，内地和澳门人士各5人，均由全国人民代表大会常务委员会任命，其中包括法律界人士，任期5年。其中，澳门委员须由在外国无居留权的澳门特别行政区永久性居民中的中国公民担任，由澳门特别行政区行政长官、立法会主席和终审法院院长联合提名，报全国人民代表大会常务委员会任命。

### 第一任
1999年12月17日第九届全国人民代表大会常务委员会第十三次会议通过

任期：1999年12月—2004年12月
- 主任：乔晓阳
- 副主任：李成俊
- 委员（按姓名笔画排列）：王光亚、师金城（2003年3月2日逝世）、李沛霖、杨允中、肖蔚云、陈滋英、林笑云（女）、黄汉强[5]

### 第二任
2004年12月29日第十届全国人民代表大会常务委员会第十三次会议通过

任期：2004年12月—2009年12月
- 主任：乔晓阳
- 副主任：李成俊
- 委员（按姓名笔画排列）：王振民、李飞、李沛霖、杨允中、张晓明、武大伟、林笑云（女）、黄汉强（2005年1月19日逝世）[6]

2005年7月1日第十届全国人民代表大会常务委员会第十六次会议補充任命：
- 委员：崔世昌[7]

2006年2月28日第十届全国人民代表大会常务委员会第二十次会议任命：
- 副主任：李飞
- 委员：徐泽

免去：
- 副主任：武大伟[8]

### 第三任
2009年12月26日第十一届全国人民代表大会常务委员会第十二次会议通过

任期：2009年12月—2014年12月
- 主任：乔晓阳
- 副主任：曹其真（女）、李飞
- 委员（按姓名笔画排列） ：王振民、李沛霖、张晓明、林笑云（女）、徐泽、崔世昌、黎日隆[9]

2013年3月19日第十二届全国人民代表大会常务委员会第一次会议免去：
- 主任：乔晓阳

任命：
- 主任：李飞
- 副主任：张荣顺[10]

2013年12月28日第十二届全国人民代表大会常务委员会第六次会议免去：
- 委员：张晓明

任命：
- 委员：陈斯喜

### 第四任
2014年12月28日第十二届全国人民代表大会常务委员会第十二次会议通过

任期：2014年12月—2019年12月
- 主任：李飞
- 副主任：曹其真（女）、张荣顺
- 委员（按姓名笔画排列） ：王振民、李沛霖、陈斯喜、林笑云（女）、徐泽、崔世昌、黎日隆[11]

2018年3月21日第十三届全国人大常委会第一次会议免去：
- 主任：李飞

任命：
- 主任：沈春耀

2018年6月22日第十三届全国人大常委会第三次会议免去：
- 副主任：张荣顺
- 委员：徐泽、王振民

任命：
- 副主任：张勇
- 委员：黄柳权、陈端洪

### 第五任
2019年12月28日第十三届全国人民代表大会常务委员会第十五次会议通过

任期：2019年12月—2024年12月
- 主任：沈春耀
- 副主任：崔世昌、张勇
- 委员（按姓名笔画排列） ：王禹、邓中华、李焕江、张荣顺、陈端洪、唐晓晴、黄显辉

2023年6月28日第十四届全国人民代表大会常务委员会第三次会议免去：
- 委员：邓中华、张荣顺

任命：
- 委员：王灵桂、黄柳权

### 第六任
2024年12月25日第十四届全国人民代表大会常务委员会第十三次会议通过

任期：2024年12月—
- 主任：沈春耀
- 副主任：崔世昌、张勇
- 委员（按姓名笔划排列）：王灵桂、王禹、李焕江、陈端洪、唐晓晴、黄柳权、黄显辉